# Машина (Житомирская область)
Машина (укр. Машина) — село на Украине, находится в Коростышевском районе Житомирской области.
Население по переписи 2001 года составляет 60 человек. Почтовый индекс — 12535. Телефонный код — 4130. Занимает площадь 0,459 км².

## Адрес местного совета
12535, Житомирская область, Коростышевский р-н, с.Шахворостовка